# Alburnus mandrensis
Alburnus mandrensis е вид лъчеперка от семейство Шаранови (Cyprinidae). Видът се среща само в язовир Мандра и реките Изворска, Факийска, Средецка и Русокастренска. Името "mandrensis" идва от язовир Мандра.  Видът е критично застрашен от изчезване. Открит е през 1943 от българския зоолог Пенчо Дренски.

## Разпространение
Разпространен е в България, по-точно в язовир Мандра, и реките Изворска Факийска, Средецка и Русокастренска.